# Richard Goulooze
Richard Goulooze (Alkmaar, 16 november 1967) is een voormalig Nederlands voetballer.
Goulooze speelde als verdediger in zijn carrière 351 wedstrijden, waarin hij 14 keer doel trof. Hij studeerde aan de Johan Cruyff University.